# سيم فيسترفيلد
سيم فيسترفيلد أو سيم ويسترفيلد (Sem Westerveld) (مواليد 18 يوليو 2002) هو لاعب كرة قدم هولندي محترف يلعب كحارس مرمى لنادي ألكمار الهولندي.